# Pyrameis tameamea
Pyrameis tameamea är en fjärilsart som beskrevs av Johann Friedrich von Eschscholtz 1821. Pyrameis tameamea ingår i släktet Pyrameis och familjen praktfjärilar. Inga underarter finns listade.